# El Cantó de Músser
El Cantó de Músser és una muntanya de 1.207 metres que es troba al municipi de Lles de Cerdanya, a la comarca de la Baixa Cerdanya.